# Łuska (nabój)

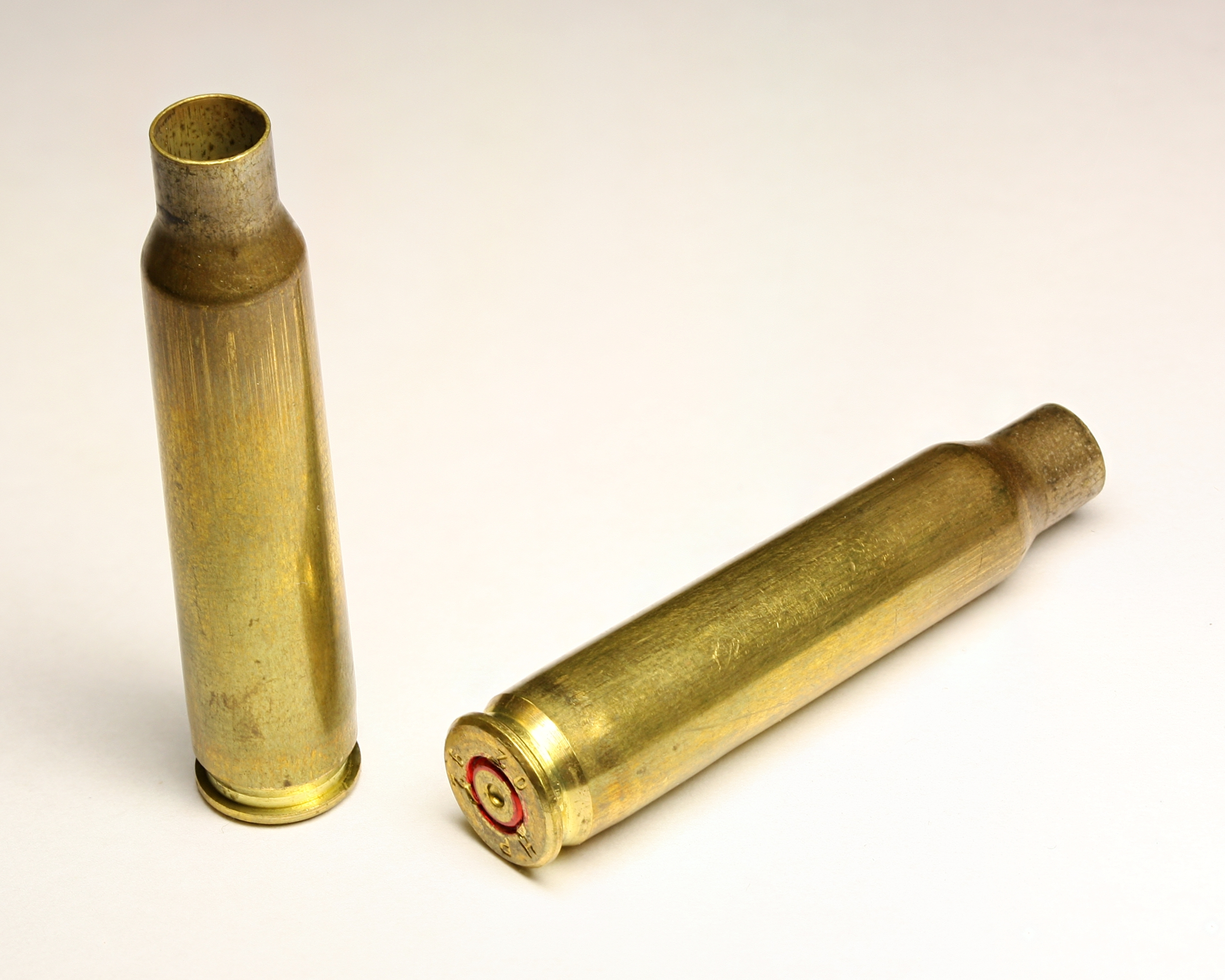
Łuska naboju 5,56 × 45 mm

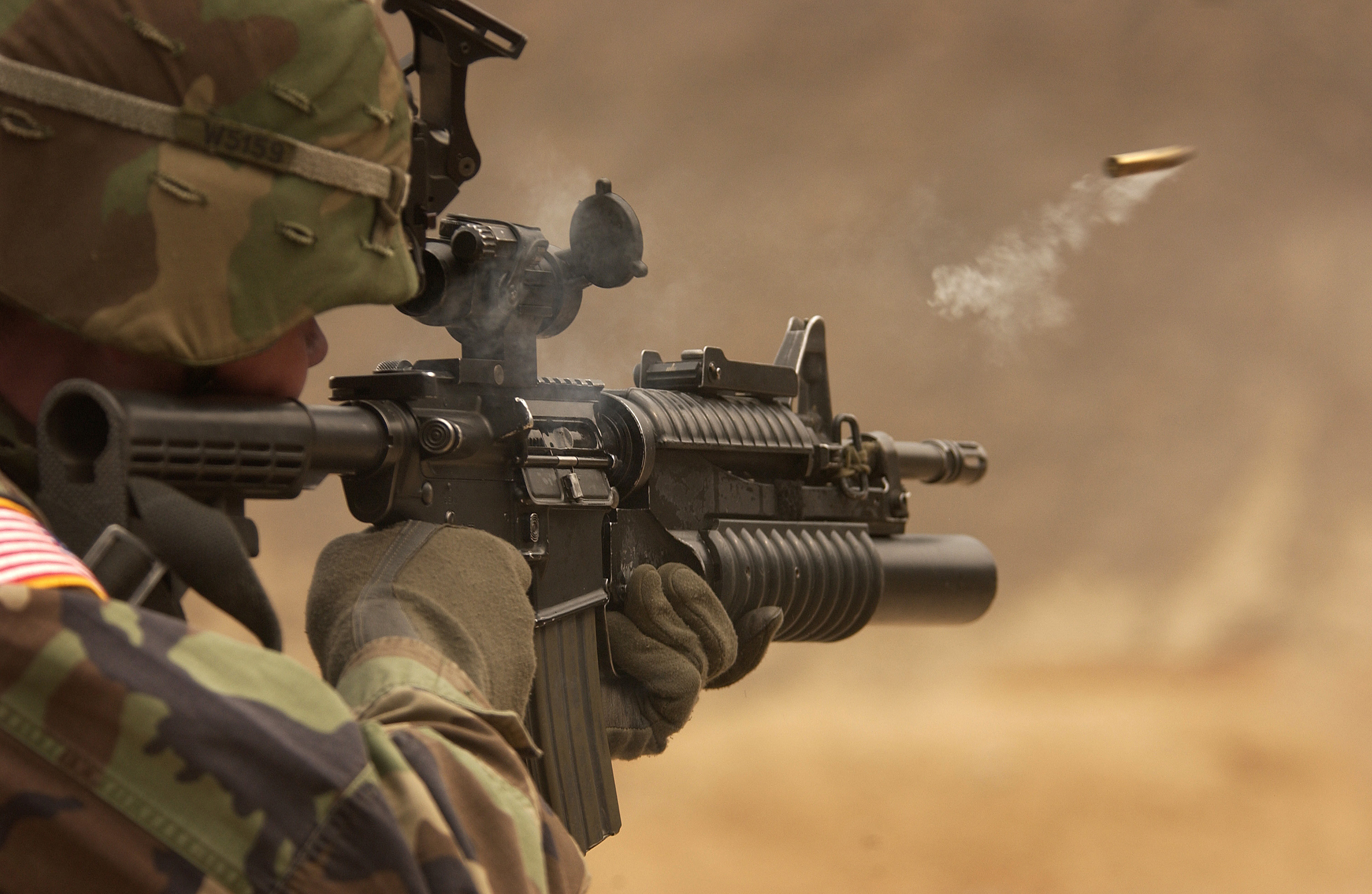
Łuska wyrzucona z karabinka M4 bezpośrednio po wystrzeleniu

Łuska (dawniej gilza) – główna część naboju, w której znajdują się jego pozostałe elementy (najczęściej ładunek miotający, spłonka oraz pocisk). Łuska dodatkowo zabezpiecza i uszczelnia komorę nabojową podczas strzału.

## Historia
Łuskę wynalazł w 1812 roku Samuel Johannes Pauly, Francuz szwajcarskiego pochodzenia. Miała ona papierowe ścianki i mosiężne dno. Stanowiła przełom w broni palnej, rozwiązując problemy z ładowaniem broni odtylcowej, co umożliwiło znacznie szybsze ładowanie i zwiększenie szybkostrzelności.

## Budowa
Łuska przybiera formę cylindrycznego pojemnika, wewnątrz którego umieszczany jest ładunek miotający, a w otwartym wlocie – pocisk. Zakończona zazwyczaj płaskim denkiem, często wyposażonym w kryzę (w okolicach której umieszczana jest spłonka).
Łuski stosowane do broni rozdzielnego ładowania zawierały jedynie część tych elementów, natomiast w nowocześniejszych nabojach zespolonych łuska łączy wszystkie elementy w integralną całość.
Nazwa naboju zapisywana w systemie metrycznym, zawiera najczęściej również informację o długości łuski. Przykładowo dla naboju 9 × 19 mm Parabellum wynosi ona 19 mm.

### Materiał
Ze względu na materiał z jakiego zostały wykonane, łuski można podzielić na:
- papierowe – stosowane w XIX wiecznych karabinach iglicowych (ulegjące spaleniu podczas wystrzału)
- mosiężne – współcześnie najpopularniejsze (wielokrotnego użytku)
- stalowe – powstałe jako zamiennik dla droższych łusek mosiężnych, z reguły pokryte warstwą trwałego lakieru w celu zabezpieczenia przed korozją (współcześnie rzadko stosowane)
- aluminiowe lub z tworzyw sztucznych – wprowadzane przez niektóre wytwórnie na rynek cywilny, tańsze od mosiężnych, jednorazowe, często niskiej jakości
- gilzy – korpus dawniej wykonywany z papieru (współcześniej najczęściej z tworzyw sztucznych) łączący się z metalowym denkiem (zwykle mosiężnym) i okuciem. Stosowane najczęściej do produkcji amunicji śrutowej w strzelbach

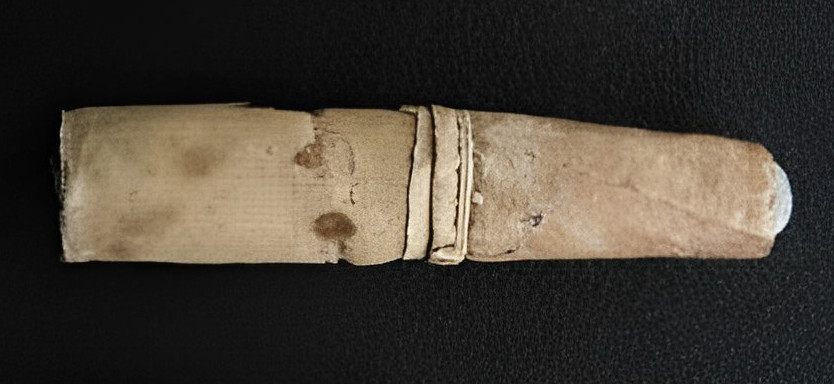
Nabój z łuską papierową (XIX w.)
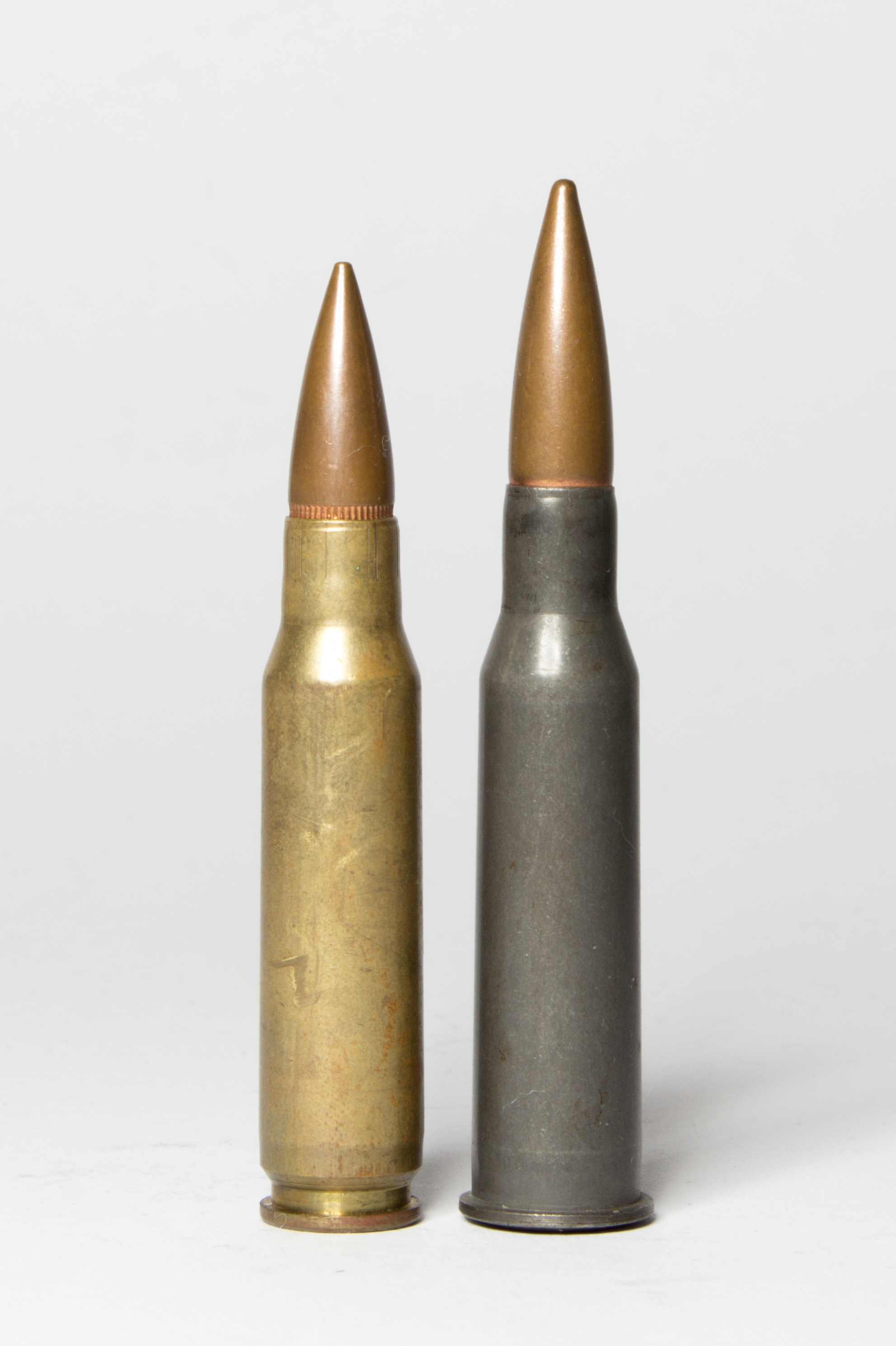
Naboje z łuskami mosiężną i stalową
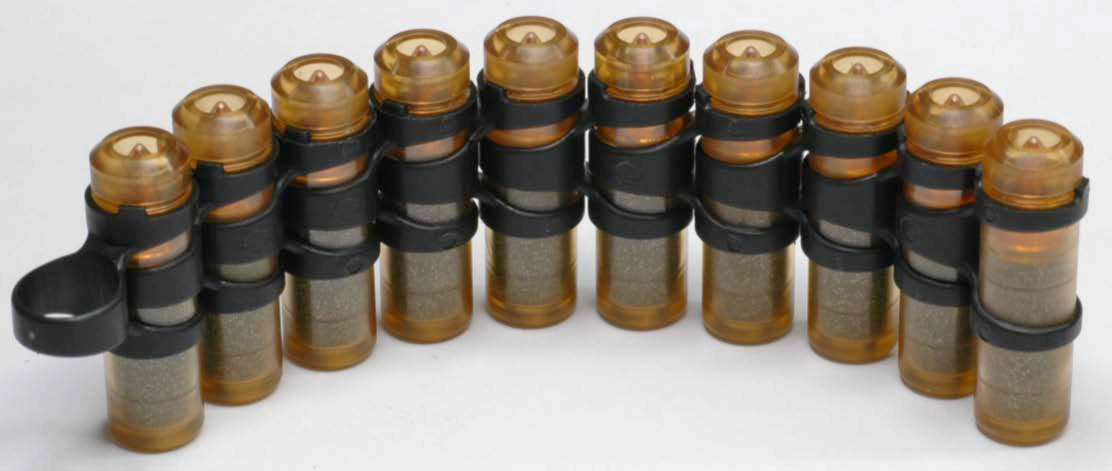
Naboje w łuskach z tworzywa sztucznego
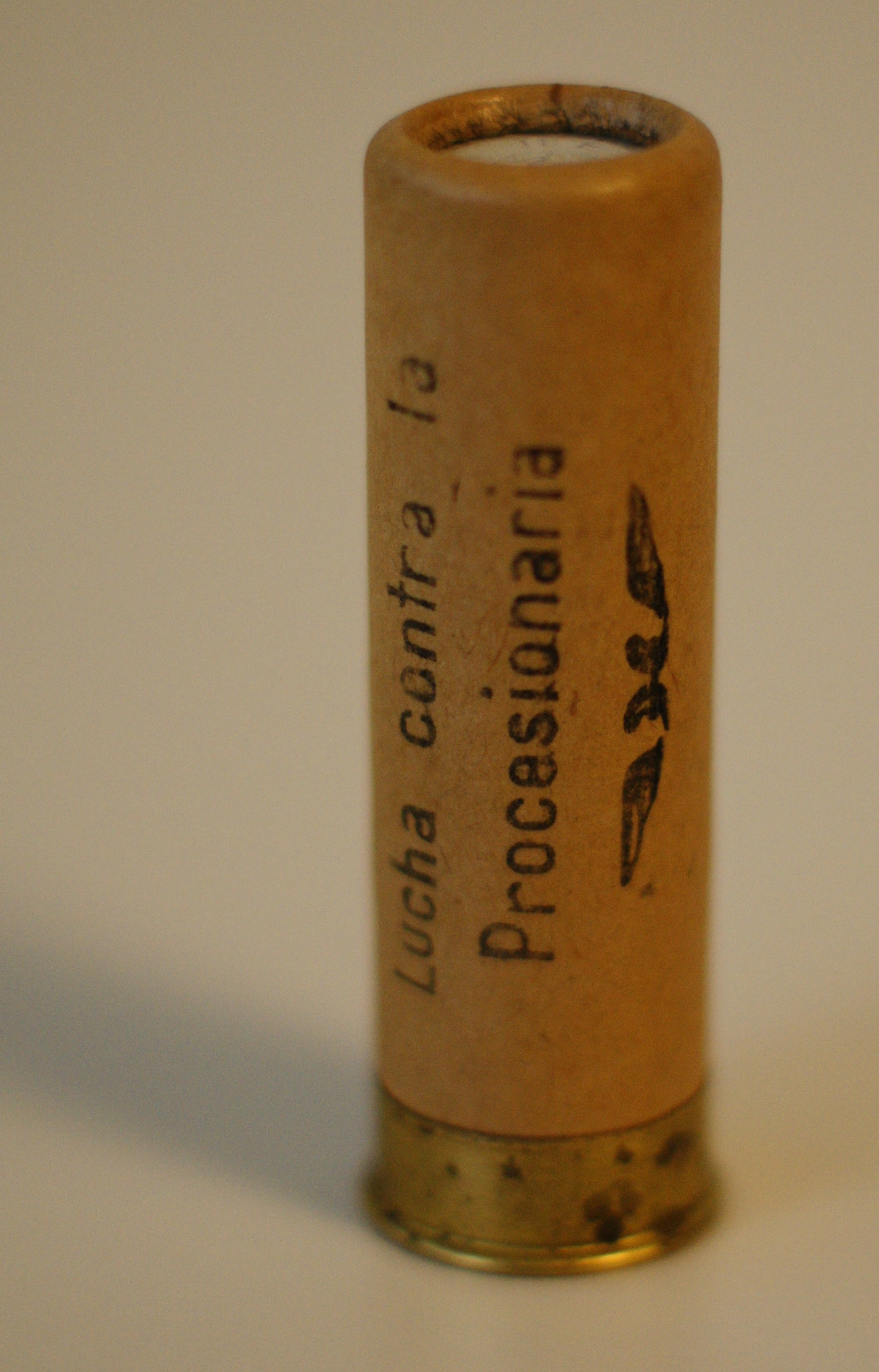
Gilza z papierowym korpusem

### Kształt korpusu
Ze względu na kształt korpusu, wyróżnia się łuski:
- proste – korpus ma jednakową średnicę na całej długości, popularny rodzaj w nabojach pistoletowych i rewolwerowych (np. nabój 9 × 18 mm Makarow)
- zwężające się – denko ma większą średnicę niż wlot, przez co łuska ma kształt lekko stożkowy (np. 6,5 × 58 mm R)
- przewężające (butelkowe) – szeroki korpus zwieńczony jest wąską szyjką. Współcześnie szczególnie popularny kształt stosowany w nabojach pośrednich i karabinowych (np. 7,92 × 57 mm Mauser).

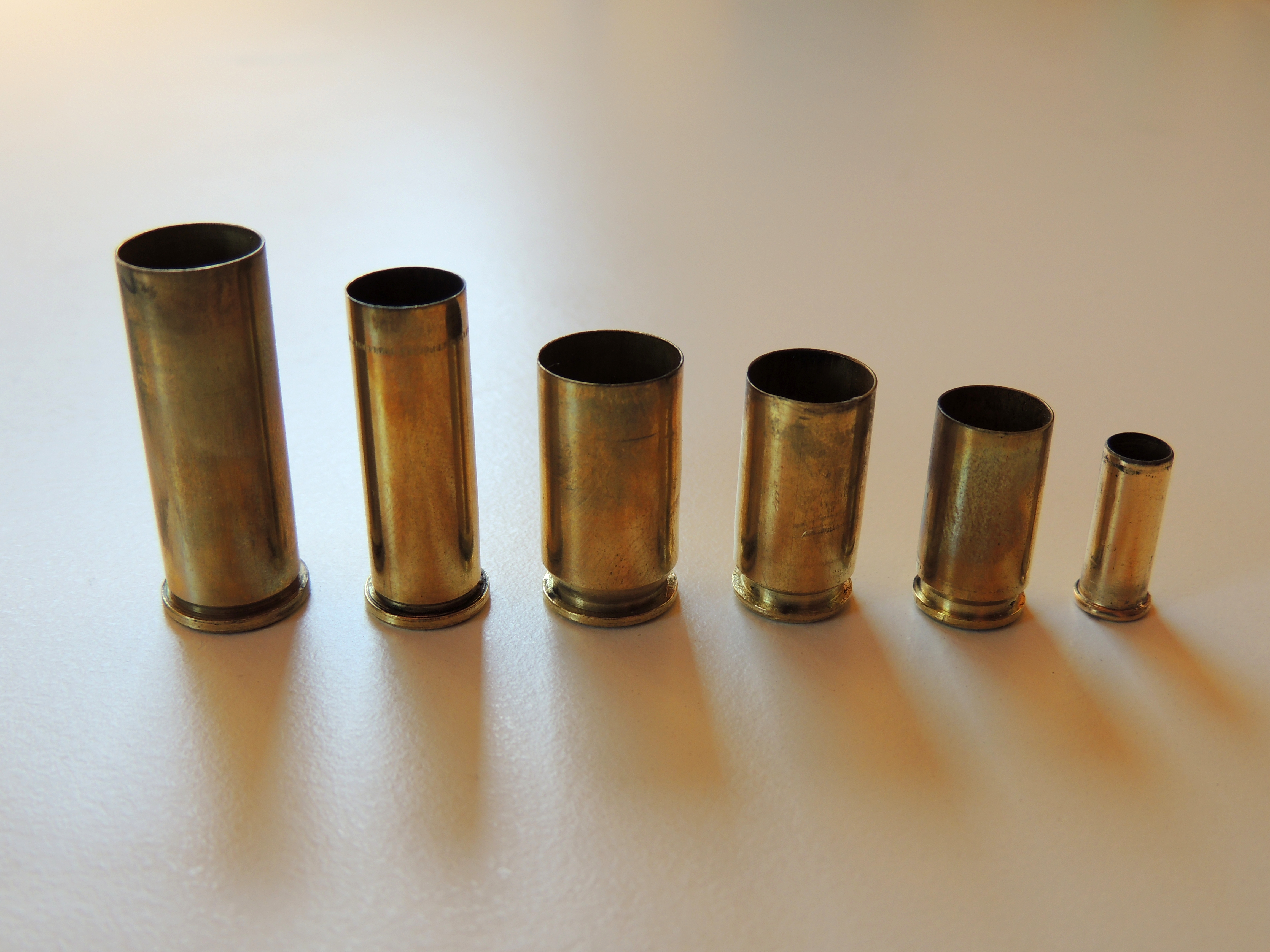
Łuski proste
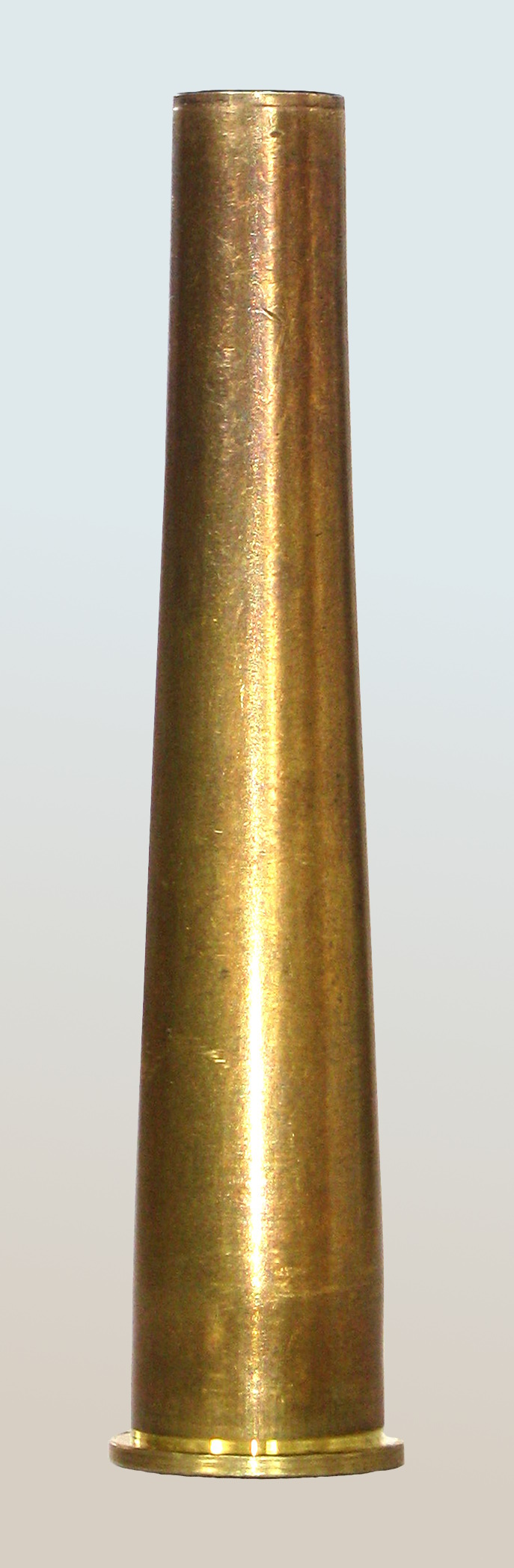
Łuska zwężająca się
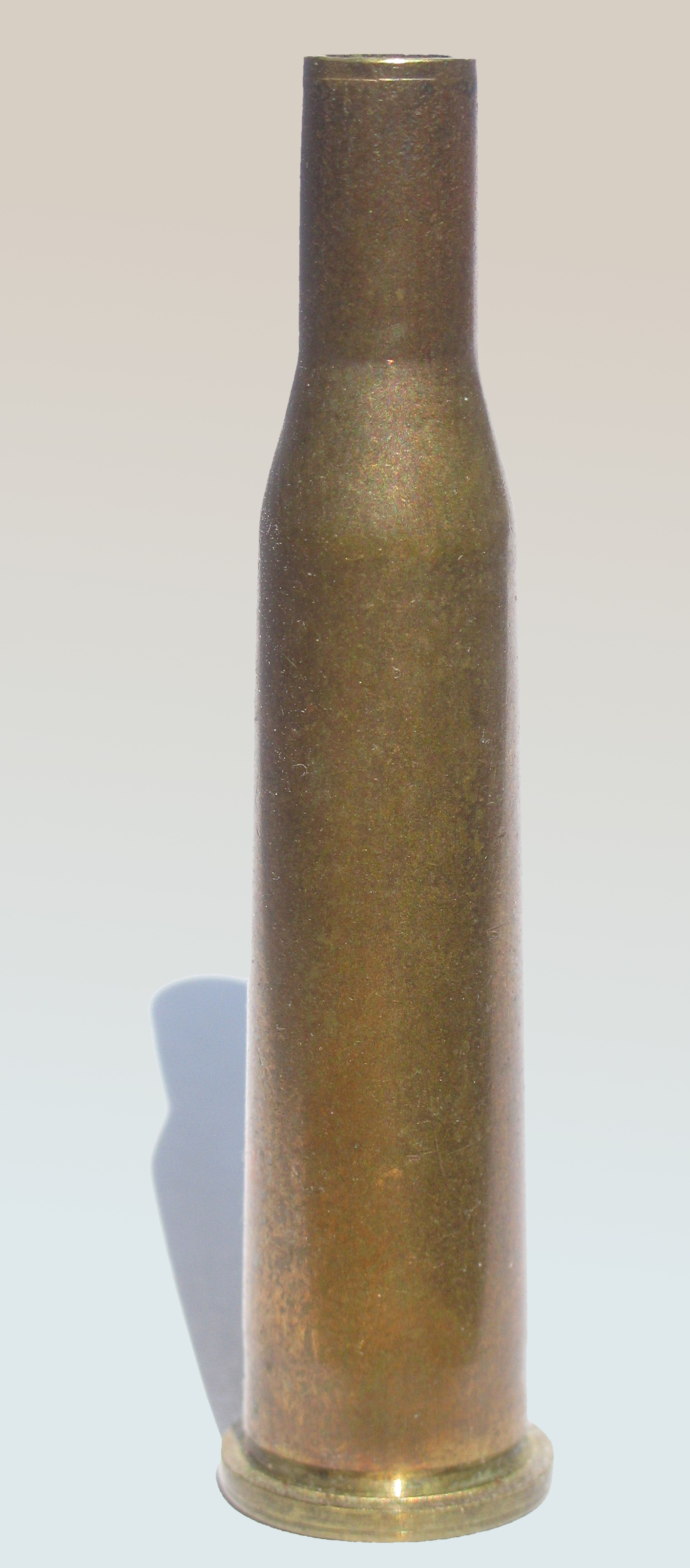
Łuska przewężająca (butelkowa)

### Rodzaje kryz

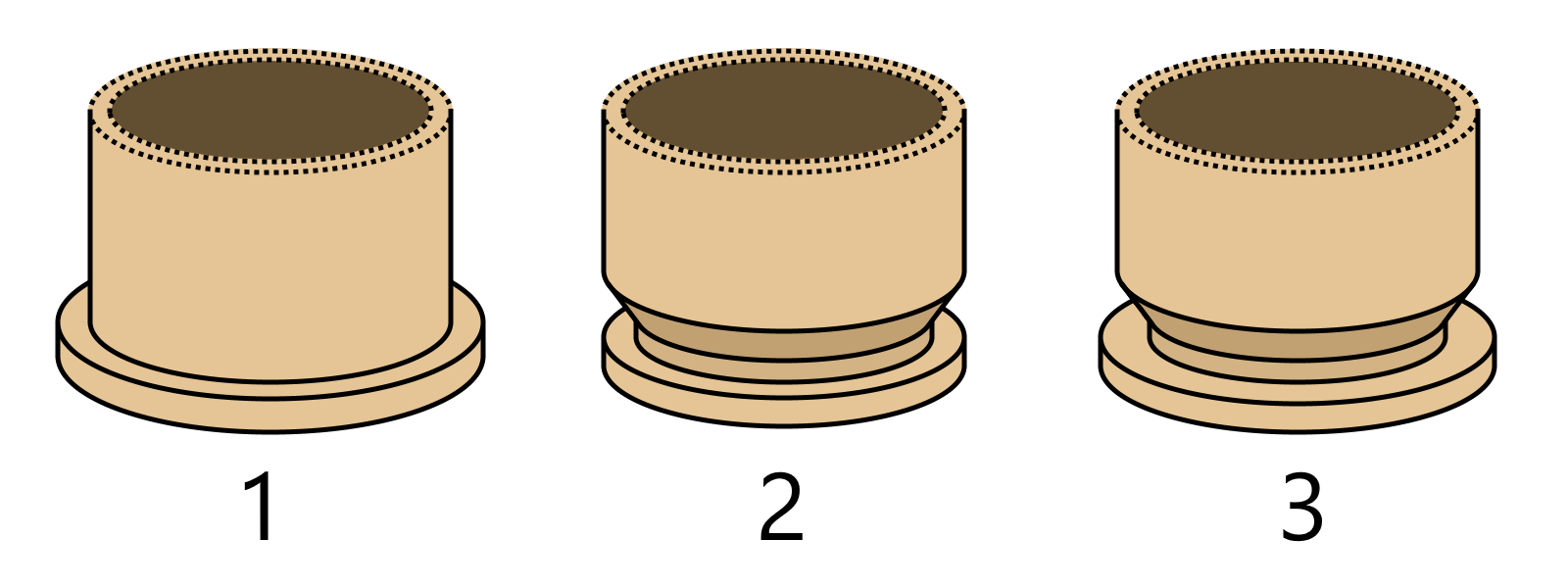
Podstawowe rodzaje kryz:
1) wystająca
2) zwykła
3) częściowo wystająca

Ze względu na rodzaj kryzy wyróżnia się łuski:
- z kryzą wystającą
- z kryzą zwykłą
- z kryzą częściowo wystającą
- z kryzą zmniejszoną
- opasane – łuska z kryzą zwykłą z dodatkowym wzmocnieniem dna

### Sposób zapłonu spłonki

Centralny zapłon: Boxer (po lewej), Berdan (środek) oraz boczny zapłon (po prawej)

Według sposobu zapłonu spłonki w łusce naboje dzieli się na trzy typy:
- nabój typu Lefaucheux (trzpieniowy) – wynaleziony w 1835 r. Kurek uderza w znajdujący się z boku dna łuski pręcik, który detonuje piorunian rtęci w spłonce. Dziś niestosowany
- nabój bocznego zapłonu – ładunek inicjujący umieszczony jest wewnątrz kryzy łuski, iglica broni uderza punktowo w brzeg dna łuski. Bardzo popularny ze względu na niską cenę. Podstawowy nabój tego typu to stosowany w sporcie strzeleckim.22LR, w wielu krajach (USA, Kanada, Rosja) używany także do polowań i odstrzału małych szkodników
- nabój centralnego zapłonu – ładunek inicjujący znajduje się w spłonce osadzonej w gnieździe w środku denka łuski. Iglica uderza więc w spłonkę umieszczoną centralnie. Dziś używany niemal we wszystkich rodzajach nabojów

W zależności od rodzaju spłonki (Boxer lub Berdan) gniazdo spłonki będzie różnie ukształtowane. Ponadto łuska ze spłonką Boxer ma jeden kanał ogniowy, a łuska ze spłonką Berdan – dwa. Do ponownego wykorzystania nadają się jedynie łuski ze spłonką typu Boxer.